# Грем'яче (Луцький район)
Грем'я́че — село в Україні, у Луцькому районі Волинської області. Входить до складу Цуманської селищної громади. Населення становить 671 особа станом на 01.01.2023р.

## Географія
Село розташоване на межі Волинської та Рівненської областей. Межу окреслює річка Путилівка, що протікає повз село з південного боку.

## Історія
У 1906 році село Цуманської волості Луцького повіту Волинської губернії. Відстань від повітового міста 42 верст, від волості 13. Дворів 28, мешканців 380.
8 листопада 2012 року відбулося відкриття відновленого природного джерела річки Путилівки.
19 липня 2020 року, в результаті адміністративно-територіальної реформи та ліквідації Ківерцівського району, село увійшло до складу Луцького району.

## Населення
Згідно з переписом УРСР 1989 року чисельність наявного населення села становила 501 особа, з яких 243 чоловіки та 258 жінок.
За переписом населення України 2001 року в селі мешкала 991 особа.

### Мова
Розподіл населення за рідною мовою за даними перепису 2001 року:
| Мова       | Відсоток |
| ---------- | -------- |
| українська | 99,72 %  |
| російська  | 0,28 %   |

## Культурні та освітні установи
1. Ліцей села ГРЕМ'ЯЧЕ Ківерцівського р-ну Волинської обл.;
2. Грем'яченський дитячий садок-ясла;
3. Свято-Іллінський храм Української Православної церкви Київського Патріархату[джерело?].

## Лікування та оздоровлення
- Комунальне підприємство «Санаторій матері і дитини «Пролісок»[8]